# وزغ مامای مراکشی
وزغ مامای مراکشی (نام علمی: Alytes maurus) نام یک گونه از تیره قورباغه‌های دهان‌گرد است.